# 乳井義博
乳井 義博（にゅうい よしひろ、1906年〈明治39年〉 - 1975年〈昭和50年〉）は、日本の剣道家。高野佐三郎（修道学院）の高弟で、高野から剣道十段を授与された。

## 経歴
秋田県鹿角郡花輪村（現・鹿角市花輪）生まれ。1920年（大正9年）に上京し、14歳で高野佐三郎の道場修道学院に入門。中西派一刀流を学ぶ。
1922年（大正11年）頃、修道学院を抜け出し、単身武者修行の旅に出る。各地を渡り歩き、満州にまで上陸する。その後修道学院に戻る。修道学院三羽烏の一人に数えられ「白鬼」の異名をとる。
1929年（昭和4年）、高野の推薦により、22歳で宮城県仙台市の第二高等学校剣道師範に就任。育英中学校、小牛田農林高校、東北帝国大学などでも指導する。指導力は高く評価され「東北に乳井あり」と全国にその名が轟く。
第二次大戦後、仙台市立町に道場を開く。この道場に小牛田農林高校、育英高校、東北高校、飯野川高校、寒河江高校などの剣道部員が合宿に訪れ、乳井の指導を受けた。教え子の千葉仁は全日本剣道選手権大会で3回優勝した。また、甥の友川紘一は警視庁剣道師範を務めた。

## 段位称号
- 1936年（昭和11年）、大日本武徳会から剣道教士号授与[3]。
- 1949年（昭和24年）、高野佐三郎から剣道十段授与[4]。

## エピソード
体格と膂力
相撲取りのような大柄な体格で力が強く、通常の竹刀（約500g）より重い800gの竹刀を使った。ときには真剣並みの1kg近い竹刀をも使った。毎朝重い振り棒を300~1000回振っていた。弟子がその棒で10回ほど素振りしたところ、翌日首が回らなくなり稽古を休んだ。打突は軽く打っているように見えるが、実際は強力で、小手の下に衝撃吸収の詰め物を入れる者もいた。若い頃は突きの稽古を中心とし、相手を突き上げて足を払って投げ飛ばすという荒いものであった。1939年（昭和14年）、大柄の剣士として知られた宮崎茂三郎と対戦した際は、突き技で宮崎の面を宙に飛ばし、道場の隅に転がした。宮崎は呆然としていたという。
試し斬り
日本刀の試し斬りでは、巻藁3本をまとめて横一文字に斬った。
有信館との軋轢
中山博道の道場有信館へ出稽古に行った際、中山に諸手突きを繰り返して道場の隅まで追い込んだ。この後、「乳井は礼儀知らずの乱暴者」という悪評が流れ、悪意ある審判によって明らかに勝っている試合も負けとされたという。師の高野佐三郎は「お前が乱暴するから審判の同情がなく勝っている試合を負かされるのだ」と叱った。
防具なし
別の道場へ出稽古に行った際、自分に合う大きさの胴と垂がなかったため、胴と垂を着けず稽古に参加した。胴打ちをすべて竹刀で封じたという。
二刀流
二刀流の遣い手でもあり、積極的に二刀を教えた。第二高等学校では乳井が師範に就任してから毎年数人は二刀をとる選手が常に存在した。宮城県警察部に勤務しながら第二高等学校の稽古に通った萱場照雄は、乳井から伝授された二刀流で1940年（昭和15年）の天覧試合準優勝を果たした。
スポーツ剣道への批判
戦後、安全なスポーツ化した剣道を手厳しく批判した。体当たり、足払いなどを禁止した剣道は「婦女子がやる剣道」、「竹刀の触りっこ」にすぎないという。足をかけられても死ぬことはないのだから、禁止するのではなく、審判が止めればよいとし、足をかけられても転ばないようにならなければいけない、と語った。
心眼
教え子の千葉仁が1972年（昭和47年）に全日本剣道選手権大会で3度目の優勝を果たした際、乳井も現場に来ていた。試合が終わると、「千葉はまだ足を上げて進んでいる。つま先を上げず、すり足で攻めるように言っておけ」と周囲に言付けしてその場を後にした。このとき乳井は緑内障で目が見えない状態であったため、心眼あるいは音で判断したようであるという。
多彩な技
剣道の技を36通りに編集した。「この小手が通じないときには、こういう小手もある」と学生に教えた。
水平切り返し
乳井が指導した「水平切り返し」は、現在も小牛田農林高校、角田高校に受け継がれている。